# Ken Shields
Kenneth William Daniel Shields, detto Ken (Beaverlodge, 7 dicembre 1945), è un allenatore di pallacanestro canadese.

## Carriera
Ha guidato il Canada a due edizioni dei Campionati mondiali (1990, 1994) e a tre dei Campionati americani (1989, 1992, 1993).